# ウィリアム・フォーブス＝センピル (第19代センピル卿)
第19代センピル卿ウィリアム・フランシス・フォーブス＝センピル（英: William Francis Forbes-Sempill, 19th Lord Sempill, AFC、AFRAeS、1893年9月24日 - 1965年12月30日）は、イギリス・スコットランドの海軍・空軍軍人、貴族。いくつかの記録を打ち立てた軍事航空の先駆者であり、第二次世界大戦前に大日本帝国海軍に秘密情報を流していた裏切り者であると後に示された人物である。

## 概要
イートン・カレッジを卒業した後、第一次世界大戦中にパイロットとしてのキャリアをイギリス陸軍航空隊で始め、続いてイギリス海軍航空隊に奉職し、イギリス空軍でも勤めた。1921年には日本への軍事顧問団としてセンピル教育団を率いて渡り、イギリスの最新の航空機を紹介した。その後しばらくの間、日本海軍が海軍航空隊を発展させる援助を続けた。
しかしながら、1920年代にはセンピルは日本への軍事機密の提供を始めた。彼の活動はイギリスの防諜機関に察知されていたが、スパイ活動の容疑で検挙されることはなく、公的活動の継続を許されていた。政府の上層部が下したこの決断は、いくつかの要素に基づくものであった。まず、センピルを検挙すれば、イギリスが日本の通信暗号を解読するのに成功していることを露呈してしまうことになりかねなかった。そして彼はイギリス王室にも家族のつながりがあるイギリスの支配階級の一員であった。日本が1941年に太平洋で開戦する直前に、秘密資料を提供したことが露見したことで、彼は結果的にイギリス海軍から強制的に引退に追い込まれた。
センピルは、センピル卿とクレイギーヴァー準男爵の位を1934年に父親のジョン・フォーブス＝センピルから引き継ぐまでは、「マスター・オブ・センピル」(Master of Sempill) として知られていた 。

## 生涯

### 若年期
センピルは、スコットランド・アバディーンシャーのクレイギーヴァー城で生まれ、イートン・カレッジで教育を受けた後、1910年にロールス・ロイスで見習いとなり、1913年まで修行した。アイルランドの画家ジョン・レイヴァリーの娘、アイリーン・マリオン・レイヴァリー (Eileen Marion Lavery) と1919年に結婚し、娘のアン・モイラ (Ann Moira) が1920年に生まれた。

### 軍用および民間航空
第一次世界大戦の勃発により、センピルはイギリス陸軍航空隊に加わり、1914年8月15日に試用期間の少尉に任命され、4か月以内に正式に任命された。そうしているうちにセンピルは飛行任務に割り当てられた。翌年2月、中央飛行学校で実験担当官の地位に就き、4月に中尉に昇進した。その後4か月以内に大尉の仮階級で飛行指揮官に指名された。1915年8月には教育任務を割り当てられた。しかしイギリス海軍航空隊での一時的な就役を承認されて、同年末に陸軍での役職を退任したため、センピルの中央飛行学校での時期は長く続かなかった。センピルの急速な階級昇進は海軍でも続き、1916年末には飛行中隊指揮官に昇進した。1918年4月1日に、陸海軍の航空部隊がイギリス空軍に統合されたため、センピルも空軍に移り、大佐の仮階級でイギリス空軍人事部の副官の1人に任命された。6月にはセンピルの空軍十字章受章が官報で公告された。センピルは空軍省に1918年10月8日まで務め、その後軍需省に一時的に転属した。戦争が終結すると、彼はテストパイロットとなり、1919年に退役した。
1930年9月4日に彼はデ・ハビランド DH.60 モス飛行艇（機体記号: G-AAVB）で、ロンドンのブレント貯水池からスウェーデンのストックホルムまでの1,040マイル（約1,664キロメートル）を12時間ノンストップで飛行するという新しい記録を打ち立てた。1936年3月24日には、ブリティッシュ・エアクラフト ドローンという超軽量飛行機（機体記号: G-ADPJ）で、クロイドン空港からベルリン・テンペルホーフ国際空港までの570マイル（約912キロメートル）を11時間で飛行するという記録を打ち立てた。彼は約1日後に9時間で飛行して帰ってきたが、この時はケントのカンタベリーを経由した。

### 日本のスパイ

#### 始まり
1920年秋、日本海軍は航空部隊の育成方法を学ぶため政府公認使節団の派遣をイギリスに打診してきた。秘密情報の供与を懸念したイギリス海軍省は「敵国となる可能性のある国」に使節団を公式に送ることを拒否したが、民間人が率いる非公式の使節団については容認の態度を示し、空軍からの暗黙の支持も得られた。空軍省と外務省は、日英同盟を締結中であった日本への兵器売却契約での利益を見込んでいた。
センピルは1921年2月に使節団を率いることに同意し、パイロットと技術者合わせて30人からなる「センピル教育団」を率いて同年8月に日本へ渡った。彼らは航空母艦の開発を支援し、日本が飛行艇の空軍省 フライング・ボートを3機購入したことを受けて、日本海軍が新しい航空基地を開設する支援を行った。センピルは、日本の関係者からとても尊敬され、1922年から1923年まで日本の内閣総理大臣を務めた加藤友三郎から、日本海軍での「新時代を画するような」業績に謝意を示した個人的な手紙を受け取った。一方で、イギリス海軍は兵器開発の知識が日本人に伝えられることに対して「まったくもって無遠慮なこと」と懸念を表明した。
やがて日本海軍は独力での訓練を志すようになり、使節団の役割はアドバイザリーへと転換された。センピルは順応性がある若い人員を残して1922年10月に離日した。しかしセンピルは帰国後も日本の海軍駐在武官と接触し、報酬を受け取っていた。

#### 疑いと尋問

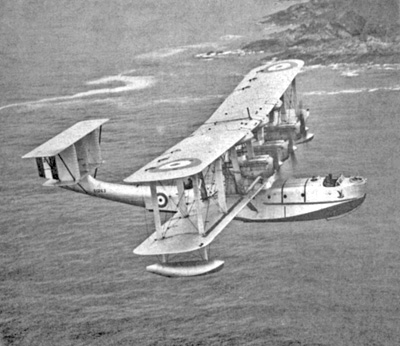
1925年に日本の諜報機関はブラックバーン アイリスの試作機に関する技術的な秘密情報を入手するようにセンピルに依頼した

1925年にセンピルは、イースト・ライディング・オブ・ヨークシャーのブラフにあるブラックバーン・エアクラフトの工場を、外国の空軍士官らの一行とともに訪れた。日本当局者は事前に、開発中の航空機に関してセンピルに質問をしていた。センピルは彼の公的な立場で、当時まだ秘密であったブラックバーン アイリスについてまったく同じ質問を行った。
軍事情報部は、センピルと日本の諜報担当者やロンドン駐在武官の豊田貞次郎大佐との通信を日英同盟廃止後の1922年から監視していた。これにより、センピルは日本人に秘密の情報を流しており、豊田の通信によればそれによって報酬を得ていたという事実を掴んだ。保安局はセンピルの電話を盗聴し、センピルの従者が日本海軍の下士官であったことに気付いた。
1926年3月に、空軍省はセンピルに、ギリシャへの航空指導者として任命することを提案した。この時点になり、軍事情報部は外務省とアテネの駐ギリシャイギリス大使館に対して、センピルの過去の活動のためにこの任命を支持できないと伝えた。
このためセンピルは、外務省に面談のために呼びだされた。彼に対するこの尋問は、彼のイギリス政府への忠誠と日本人に対する愛着の程度を測り、日本人に提供した情報の量を査定することを意図していた。しかしながらこの面談において捜査担当者は、イギリスが日本の暗号を解読しており、日本の通信を傍受しているという事実を明らかにすることができなかった。だが、ロンドンからブラフへの列車での移動の途上、センピルは外国の空軍士官らとアイリスについて率直に話をしていた。このことは、イギリス空軍省の公務員によって目撃され、問題が報告された。この情報を突き付けられて、センピルは公務秘密法に違反していたことを認めることになった。
しかし、外務大臣のオースティン・チェンバレンが主宰する後の会議において、センピルを訴追することはイギリス政府の利益とならないと決定された。まず、センピルの父親は国王ジョージ5世の侍従武官であった。公開の裁判は、国王にとってもイギリスの支配階級にとっても由々しき問題であった。そして訴追すれば、日本の外交用の暗号をイギリス諜報機関が解読していることを、日本側に露呈してしまうことにもなった。

#### 執行猶予と戦間期の活動
1927年から1930年にかけては王立航空協会会長を務めた。この身分で彼は、オーストラリアなど国外の政府に対して海軍航空隊の設立などに助言を行った。センピルが公務秘密法に違反していたことを認めてから6年後、彼は三菱重工業の技術・事業コンサルタントになった。1932年から1936年まで、彼は三菱重工業のヨーロッパにおける代理人を務めていた。
1933年10月にセンピルは、アメリカ合衆国で3輪式ダイマクション・カーに乗客として乗っているときに事故で酷い怪我を負った。センピルは、シカゴ万国博覧会で空気力学的な実験車両の審査を行うために、航空専門家の立場で招待されていた。しかし、ニューヨークからヨーロッパへの帰りのLZ 127飛行船（グラーフ・ツェッペリン号）に間に合わせるために、アクロンからの飛行機をつかまえようと急かしていたところ、ダイマクション・カーが転覆して運転者が死亡することになった。
1934年に彼は父親のジョン・フォーブス＝センピルからセンピル卿とクレイギーヴァー準男爵の地位を引き継ぎ、保守貴族として貴族院に議席を占めることになった。彼の航空旅行の多くに伴っていた妻は、1935年7月に亡くなった。1936年5月12日の貴族院での初演説では、国際連盟からの脱退を主張している。
センピルには、「軍国主義的な右翼体制への親近感」があった。1930年代を通じて彼は極右的な政治見解を持つようになり、イギリス-ドイツ連盟、ナチス支持のザ・リンク、アーチボルド・ラムゼー率いるライト・クラブなど、反ユダヤ主義の組織で活発に活動した。

#### 1939年から1941年にかけてのスパイ活動
1939年に第二次世界大戦が勃発するとセンピルは海軍に復帰し、海軍本部の設備司令局で航空資材部門の地位を与えられた。これにより彼は、最新のイギリス航空機に関する敏感で秘密の情報にアクセスできるようになった。
1940年8月2日に公安課は、三菱商事のロンドン支局長槙原覚をスパイ活動の容疑で検挙した。このことを知り、センピルは電話をかけ、パディントン警察署を訪問して、警察に槙原は無実であると保証しその人となりを受け合った。数日後の8月5日に「証拠不足」ということで釈放された。
1941年6月までに保安局は、ロンドンと三菱、そして東京の間で、センピルに対して報酬が支払われていることを示唆する情報がやり取りされているのを傍受した。「我々のロンドン駐在武官にとってのセンピル卿の利用価値を考えれば、報酬を支払い続けるべきである」 さらなる調査の末、保安局はセンピルが艦隊航空隊の航空機に関する極秘情報を渡していると疑うようになった。この問題は法務長官および公訴局長官に回された。しかしまたも法務長官は、訴追に反対した。1941年9月5日にセンピルは第五海軍卿との会合に出席し、個人的に厳しい警告を受けた。
センピルはまた、イギリス政府に関する詳細な情報をおそらく渡していた。1941年8月に、ニューファンドランド島沖の戦艦プリンス・オブ・ウェールズ艦上で、イギリスのウィンストン・チャーチル首相とアメリカのフランクリン・ルーズベルト大統領が日本の軍事的脅威について議論する会合を持った。その直後にロンドンの日本大使館と東京の間での通信が、この頃に本格的な活動をしていたブレッチリー・パークにある政府暗号学校の暗号解読部隊によって傍受された。解読された通信文は会議の記録であった。これがチャーチルに渡されると驚いて、「きわめて正確なものだ」とした。3か月後、チャーチルの個人的な予定や側近に関する多くの情報がロンドンの日本大使館から東京の外務省へ送られているところが傍受された。チャーチルとアンソニー・イーデンは個人的に相談し、こうした情報漏洩源となりうるのは2人だけであると結論付けた。それはマクグラス中佐とセンピル卿であった。
1941年10月9日、チャーチルの署名入りメモで「まだ時間があるうちに、彼を追い出せ」と指示した。翌週、海軍本部はセンピルに辞任するよう求め、そうでなければ解任すると告げた。しかしセンピルが公式に抗議し、チャーチルは指示を撤回した。チャーチルは海軍本部に対して、「センピル卿が任務を辞任すべきかについて熟考していなかったが、海軍本部以外のどこかに割り当てるべきである」と述べた。その後、チャーチルの側近のデスモンド・モートンからの1941年10月17日のメモで、「第一海軍卿は、彼にスコットランド北部での職務を提案して欲しい。スウィントン卿に対して、保安局が必要な事前の注意ができるように通知するようにと指示した」と新たな地位を示した。
マレー作戦が行われ日本とイギリスが開戦した6日後の1941年12月13日、センピルの事務所が手入れを受けた。捜索により、3週間以上前に海軍本部に返却されているべき秘密資料がいくつか発見された。2日後には、センピルが今やイギリスの敵国となった日本大使館に電話をしていたことが発見された。戦時の大逆罪の証拠があったにもかかわらず、拘束も訴追も命じられなかった。センピルは公職を引退することに同意した。

### 引退後 - 死去
1956年にスウェーデン政府は彼に北極星章を贈った。また、イギリス滑空協会や上級運転者協会の会長をたびたび務めた。
1965年12月30日に亡くなった。彼の死去により爵位は分割され、ロード・オブ・パーラメントの地位は女性が継承できるため彼の娘のアンが引き継ぎ、準男爵の地位はセンピルの弟のイーワンが引き継いだ。

### その後
センピルのスパイ活動は、資料保管オフィスが戦時中の諜報記録を1998年に、そして1920年代のものを2002年に、それぞれ公開するまでは、公になっていなかった。
しかし彼の動機は依然として不明確である。イギリス国立公文書館は、1920年代の記録の証拠によれば、日本やファシスト側の窓口としてのセンピルの活動は、敵を助けたいという考えではなく、彼の性急な性格、頑固さ、誤った判断に動かされていたものだとしている。しかし1940年代初期のチャーチルの事務所、法務長官、公訴局長官の間でのやり取りによれば、センピルは13,000ポンド（2012年の価値に換算して75万ポンド）に及ぶ負債を抱えていたとされている。

## 栄典

### 爵位
- 第19代センピル卿(19th Lord Sempill)
（1489年創設の勅許状によるスコットランド貴族爵位[6]）
- 第10代(クレイギーヴァーの)準男爵（英語版）(10th Baronet, of Craigievar)
（1630年4月20日創設のノヴァスコシア準男爵位[39]）

### 勲章
- - 空軍十字章（英語版）（AFC）[6]
- - 勲三等旭日中綬章（日本）
- - 北極星章（英語版）（スウェーデン）

## 家族

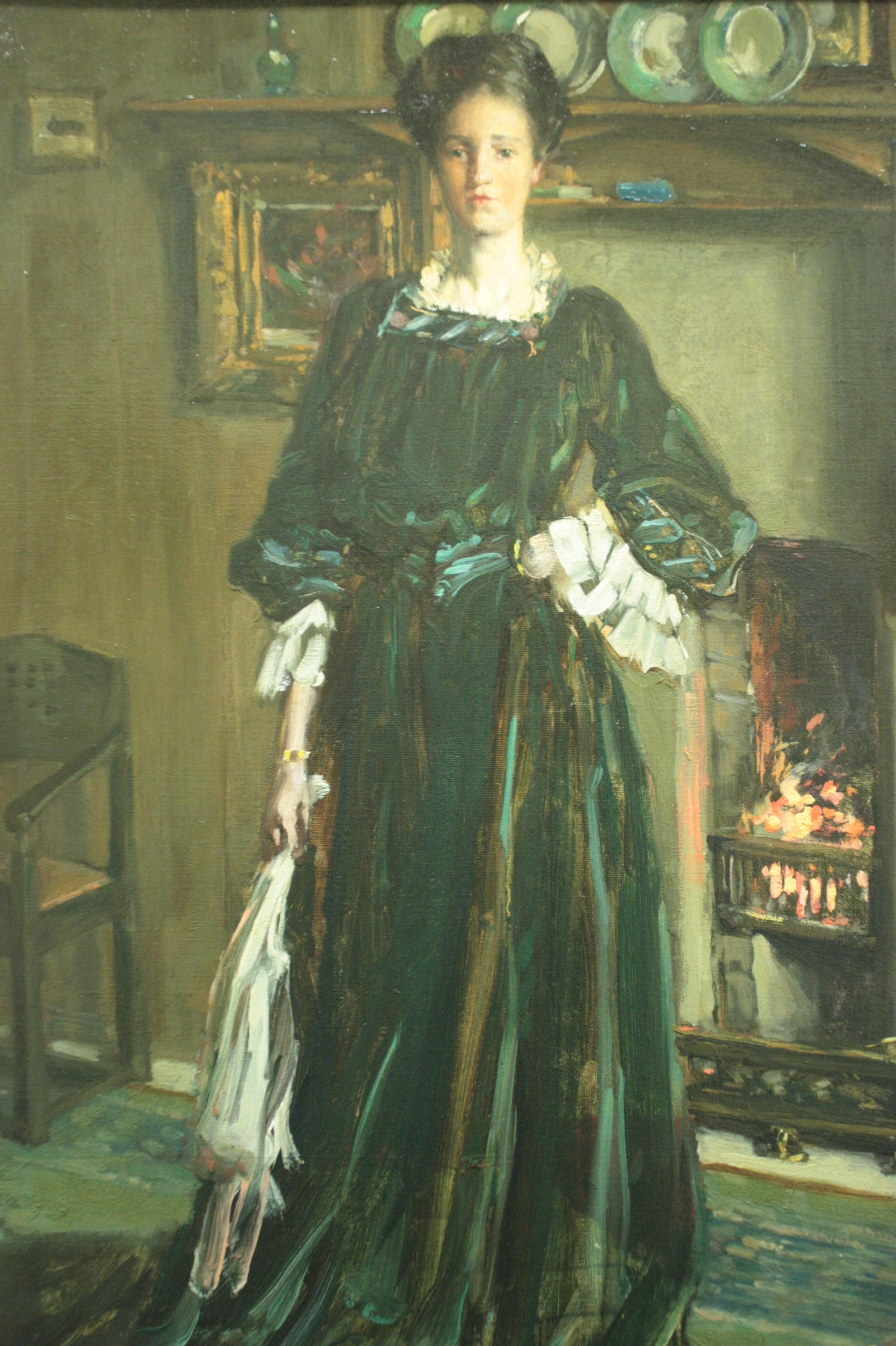
アイリーン夫人を描いた肖像画

1919年にアイリーン・ディッキンソン（Eileen Marion Dickinson、1935年没、ジェームズ・ディッキンソンの元妻、旧姓：レイヴリー）と結婚、2女をもうけた。
- （長女）アン・モイラ・フォーブス=センピル（1920年 - 1995年）- 第20代センピル女卿
- （次女）ジューン・フォーブス=センピル（1922年 - 1941年）- 王立女子挺身隊（英語版）に参加、1941年に空襲下で救急車を運転中に死去[6][21]。

1941年にセシリア・ダンバー=キルバーン（Cecilia Dunbar-Kilburn、1984年没）と再婚、3女をもうけた。
- （三女）ジャネット・フォーブス=センピル（1942年 - ）
- （四女）カースティン・フォーブス=センピル（1944年 - ）
- （五女）ブリジッド・フォーブス=センピル（1945年 - ）

## センピル卿に関する作品
- ドキュメンタリー「真珠湾攻撃と英国人スパイ」（専門チャンネル：ディスカバリーチャンネル）